# Veneroidea
Veneroidea è una superfamiglia di molluschi bivalvi.

## Famiglie
- Glauconomidae Gray, 1853
- Petricolidae Deshayes, 1831
- Turtoniidae Clark, 1855
- Veneridae Rafinesque, 1815